# Verona Walk
Verona Walk es un lugar designado por el censo ubicado en condado de Collier en el estado estadounidense de Florida. En el Censo de 2010 tenía una población de 1.782 habitantes y una densidad poblacional de 430,56 personas por km².

## Geografía
Verona Walk se encuentra ubicado en las coordenadas 26°5′3″N 81°40′48″O / 26.08417, -81.68000. Según la Oficina del Censo de los Estados Unidos, Verona Walk tiene una superficie total de 4.14 km², de la cual 4.14 km² corresponden a tierra firme y (0.06%) 0 km² es agua.

## Demografía
Según el censo de 2010, había 1.782 personas residiendo en Verona Walk. La densidad de población era de 430,56 hab./km². De los 1.782 habitantes, Verona Walk estaba compuesto por el 95.62% blancos, el 1.18% eran afroamericanos, el 0.06% eran amerindios, el 0.84% eran asiáticos, el 0.06% eran isleños del Pacífico, el 0.9% eran de otras razas y el 1.35% pertenecían a dos o más razas. Del total de la población el 8.19% eran hispanos o latinos de cualquier raza.